# 及川奥郎
及川 奥郎（おいかわ おくろう、明治29年（1896年）1月1日 - 昭和45年（1970年）12月27日）は、第二次世界大戦前に小惑星を複数発見した日本の天文学者。
岩手県盛岡市出身。大日本帝国海軍海軍大将の及川古志郎は兄。

## 経歴
岩手縣立盛岡中學校を卒業。1920年に東京帝国大学理学部天文学科を卒業後、1922年より当時麻布区板倉から北多摩郡三鷹村大澤へ移転を進めていた東京天文台に技手として勤務し、ブラッシャー社製20センチ天体写真儀を使って天体の位置観測に従事した。東京天文台の移転に当たってはその経度差を測定している。ブラッシャー写真儀による観測で、1927年から1929年にかけて共同発見1つを含む計8つの小惑星を発見。1930年には「小惑星の発見」の功績で第20回帝国学士院賞東宮御成婚記念賞を受賞した。1932年には、アメリカ合衆国メイン州において、平山清次、野附誠夫と共に皆既日食を観測した。
1950年に定年退官。1970年に74歳で死没。
メインベルトの小惑星 (2667) Oikawaは、古在由秀の提案により彼の姓に因んで命名された。

## 親族
- 父・及川良吾 - 医師
- 母・スケ（1858年生） - 大島高任長女
- 兄・及川古志郎
- 妹・山口イソ（1902年生） - 山口青邨の妻
- 前妻・アイ（1903年生） - 大矢馬太郎の三女。一子あり[8]。
- 後妻・美恵（1905年生） - 高木貞治の二女
- 子・及川郁郎(1925年生) - 作家。東京天文台官舎に生まれる。明星学園を経て[9]、京都府立医科大学中退。予科在学中、終戦の翌日、赤紙（召集令状）を受け取る。農業、養鶏業、工員を経て無職[10]。